# Радченко Поліна Григорівна
Полі́на Григо́рівна Ра́дченко (5 жовтня 1905 , Київ, Київська губернія, Російська імперія  — невідомо ) — український радянський діяч, лікар Ніжинської міської дитячої лікарні Чернігівської області, начальник Управління лікувально-профілактичної допомоги дітям Міністерства охорони здоров'я УРСР. Депутат Верховної Ради УРСР 1–3-го скликань. Заступник голови Верховної Ради УРСР 1-го скликання.

## Біографія
Народилася 5 жовтня 1905 року в Києві в родині робітника-трамвайника (змазувальника) Григорія Огійович Радченка. 1916 року закінчила чотирикласне Київське міське початкове училище. У 1916–1919 роках навчалася в Київському вищому початковому жіночому училищі, у 1920 році — у 7-му класі трудової школи. У 1921–1924 роках — слухачка Київських педагогічних курсів імені Пирогова.
У 1928–1932 роках — студентка педіатричного факультету Київського медичного інституту. У 1932 році закінчила Київського медичного інституту.
З 1932 року працювала лікарем-педіатром Коростенської міської лікарні на Житомирщині.
У 1935–1937 роках — лікар-педіатр Ніжинської міської дитячої поліклініки Чернігівської області. У 1937 році закінчила курси підвищення кваліфікації лікарів у Києві. У 1937–1941 роках — лікар-педіатр, головний лікар Ніжинської міської дитячої лікарні Чернігівської області. 
Член ВКП(б) з вересня 1939 року.
Під час німецько-радянської війни перебувала у евакуації в РРФСР, де працювала лікарем госпіталю, завідувачем дитячого відділу Рубцовської міської лікарні Алтайського краю.
З лютого 1944 року — начальник Управління лікувально-профілактичної допомоги дітям Міністерства охорони здоров'я Української РСР.

## Родина
Одружена. Чоловік — Олександр Гнатович Перевера, 1901 р/н, майор медичної служби.  Син Володимир (нар. 1932), дочка Ніна (нар.1937).